# Merionoeda africana
Merionoeda africana är en skalbaggsart. Merionoeda africana ingår i släktet Merionoeda och familjen långhorningar.

## Underarter
Arten delas in i följande underarter:
- M. a. aethiopica
- M. a. africana